# Balthasar van der Pol
Balthasar van der Pol (Utrecht, 27 de janeiro de 1889 — Wassenaar, 6 de outubro de 1959) foi um físico neerlandês.

## Carreira
Van der Pol estudou física em Utrecht, e em 1920  obteve seu doutorado (PhD). Estudou física experimental com John Ambrose Fleming e Joseph John Thomson na Inglaterra. Associou-se à Philips Research Labs em 1921, onde trabalhou até a sua aposentadoria em 1949.
Seus principais interesses focavam-se no estudo da propagação das ondas de rádio, teoria dos circuitos elétricos e física matemática. O oscilador de van der Pol bem como o asteroide 10443 van der Pol foram assim nomeados em sua homenagem.
Van der Pol foi premiado pelo Instituto de Engenheiros de Rádio (atual IEEE) com a Medalha de Honra em 1935.
Um importante tipo de equação diferencial não linear, a equação de van der Pol, usualmente citada no estudo de sistemas que implicam caos determinístico e cuja solução implica amplitudes autolimitadas, foi extensamente estudada por Van der Pol em virtude de suas investigações acerca de oscilações elétricas em tubos de vácuo (válvulas eletrônicas). Em essência a equação possui a forma:
{\displaystyle {\ddot {x}}-\mu ({x_{0}}^{2}-x^{2}){\dot {x}}+\omega _{0}^{2}x=0}
e sua solução implica um atrator em forma de ciclo limite no espaço de fase para o sistema associado. Nesse espaço, condições iniciais que impliquem amplitudes maiores do que a estabelecida no ciclo limite implicam respostas positivamente amortecidas, e as amplitudes decaem gradualmente até atingirem o valor de equilíbrio. Condições iniciais que impliquem amplitudes menores do que a estabelecida no ciclo limite implicam respostas que são negativamente amortecidas, ou seja, implicam respostas amplificadas; e as amplitudes crescem até atingirem o valor limite.

## Publicações
- Balth. van der Pol & J van der Mark (1928): The Heartbeat considered as a Relaxation oscillation, and an Electrical Model of the Heart. Phil. Mag. Suppl. No. 6 pp 763–775
- Van der Pol & Bremmer: Operational Calculus. Cambridge 1964
- Selected Scientific Papers: North-Holland Publishing Company 1960; Two volume